# Leandra caquetana
Leandra caquetana là một loài thực vật có hoa trong họ Mua. Loài này được Sprague mô tả khoa học đầu tiên năm 1904.